# Ali Tarmuki
Ali Tarmuki (ou Ali Termouki ou Eliyê Teremaxî prononcé : /ɛ.liː.jeː tɛ.ɾɛ.mɑː.xiː/ ; vers 1590 - vers 1653) est l'un des poètes classiques kurdes. 

## Biographie
Ali Tarmuki est parfois considéré comme le premier poète kurde connu.
Le peu qui est connu sur Tarmuki vient de notes de Mele Mehmûdê Bazîdî (ku) datant du milieu du XIXe siècle publiées par Feqî Huseyîn Sagniç (ku).
Il est né dans un village appelé Teremax (ku), aujourd'hui Taramak ou Yaylakonak, dans le district de Bahçesaray (Miks en kurde), province de Van dans l'actuelle Turquie. Sa date de naissance, 1591, ce qui correspond à l'an 1000 après l'Hégire, est très approximative.

## Travaux
Il est l'auteur du premier livre de grammaire arabe en langue kurde, Serfa Kurmancî (ku), pour permettre aux élèves kurdes d'apprendre la langue arabe plus aisément. Cet ouvrage est connu sous le nom de Serfa Kurmancî (« Morphologie kurmandji »), Tesrîfa Kurdî (« Morphologie kurde »), ou simplement Tesrîf (« Morphologie »). En 1857, Mele Mehmûdê Bazîdî (ku) en fit une copie manuscrite pour le consul russe Auguste de Jaba qui l'emmena à Saint-Petersburg. L'Académie des sciences de Russie refusa alors de le publier ; le texte n'en fut publié qu'en 1971 dans une édition due à Maruf Khaznadar (en) sous le titre Destûra erebî bi zimanê kurdî (Grammaire arabe en langue kurde).